# Gérecz Attila-díj

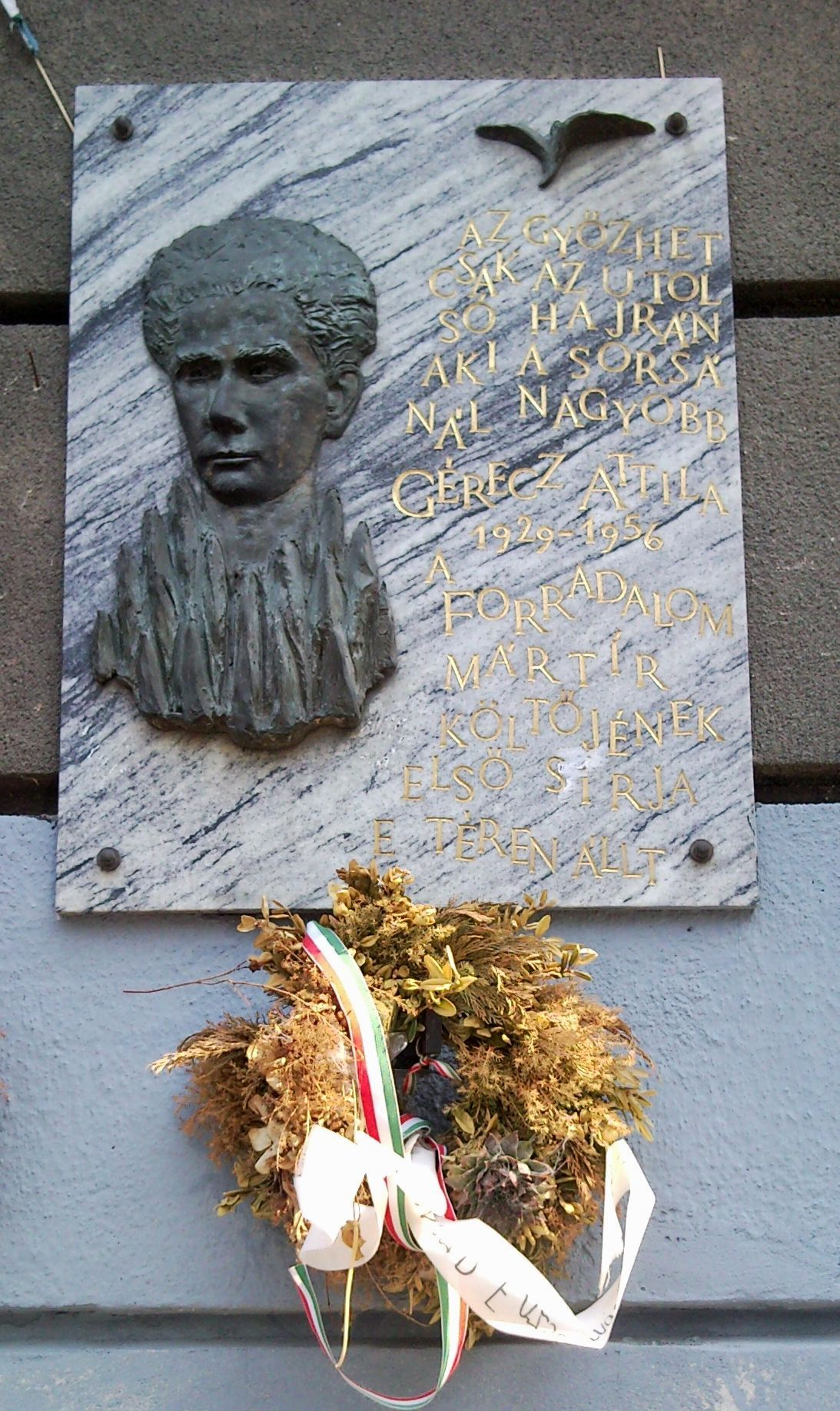
A díj mártír névadójának Gérecz Attilának az emléktáblája Budapesten, VII. kerület kerület Klauzál tér 9.

A Gérecz Attila-díj a kultúráért felelős miniszter által adományozható kitüntetés, állami művészeti középdíj. A magyar irodalom egyik legmagasabb szakmai elismerése. Eredetileg a Magyar Írószövetség által támogatott magándíj, mely 2002-ben a kultúráért felelős miniszter által adományozható állami középdíjjá vált.
A 26/2016. (IX. 8.) EMMI rendelet az emberi erőforrások minisztere által adományozható elismerésekről értelmében a díj olyan 35. életévüket be nem töltött, elsősorban, de nem kizárólag elsőkötetes irodalmi szerzőknek adományozható, akik a névadó szellemiségéhez méltó, jelentős irodalmi műveket hoztak létre. A díj ily módon gyakorlatilag a jelentős irodalmi tevékenységért adományozható József Attila-díj ifjúsági változatának tekinthető, bár Magyarországon jelenleg minden művészeti középdíj egyfokozatú, így formálisan szintbéli különbség nincs közöttük, illetve az egyik megléte nem előfeltétele a másik esetleges elnyerésének. Régebben évente egy, később két Gérecz Attila-díjat osztottak ki, az utóbbi években a díjból kétévente egy adományozható. A 2019-es évben rendhagyó módon az Emberi Erőforrások Minisztere minden általa adományozható művészeti és kulturális díjból kétszer annyit osztott ki, mint az szokásos, így Gérecz Attila-díjban is két szerző részesült. 
A díjat, amelyet egyébként az 1956-os magyar forradalom és szabadságharc hősi halottja, Gérecz Attila költő emlékére Kárpáti Kamil költő, a Stádium Kiadó vezetője alapított 1992-ben, eredetileg minden év október 23-án adták át. 2019-től kezdve több más állami művészeti díjjal egyetemben március 15-e az átadás időpontja, habár ebben az évben rendhagyó módon augusztus 20-a alkalmából került kiosztásra a díj, illetve rendhagyó módon egy helyett minden állami művészeti és kulturális középdíjból kettőt osztottak ki.     
A Nemzeti Kulturális Örökség Minisztériuma 2002-ben vette át a díj adományozását, azt követően a kultúráért is felelős Emberi Erőforrások Minisztériumának minisztere döntött a díj adományozásáról. A kuratórium elnöke eredetileg Kárpáti Kamil volt, aki Czigány Györggyel, Szakonyi Károllyal, G. Komoróczy Emőkével, Szörényi Lászlóval és Tarján Tamással együtt döntött sokáig a díj odaítéléséről. Jelenleg ugyanaz, a szakma jeles képviselőiből, az irodalmi szervezetek delegáltjaiból és miniszteri hatáskörben kinevezett szakemberekből álló kuratórium tesz javaslatot a beérkezett kezdeményezések alapján mindhárom irodalmi középdíj, így a József Attila-díj, a Márai Sándor-díj és a Gérecz Attila-díj jelöltjeire is, minden díj esetében kétszer annyi jelöltre, mint a kiosztható díjak száma.    
A Gérecz Attila-díjon kívül a kultúráért felelős miniszter által odaítélhető irodalmi középdíjak még a kiemelkedő irodalmi - költői, műfordítói, irodalomtörténészi, szerkesztői stb. - tevékenységért adományozható József Attila-díj, valamint a kiemelkedő prózamű megírásáért vagy kiemelkedő prózaírói életműért adományozható Márai Sándor-díj. Drámaírók is megkaphatják továbbá a színházi területen kiemelkedő munkásságot felmutató művészeknek és művészeti szakembereknek adományozható Jászai Mari-díjat, így részben ez is irodalmi díjnak tekinthető. Kásler Miklós, az Emberi Erőforrások Minisztériumának minisztere ezen felül 2019-ben saját hatáskörben megalapította a Herczeg Ferenc-díjat, mely Herczeg Ferenc szellemi és irodalmi örökségét méltóképpen képviselő kiemelkedő fikciós vagy dokumentarista jellegű történeti irodalmi – történetírói, történelmi regény vagy történelmi dráma írói – teljesítmény elismerésére adományozható.

## Díjazottak
- 1992: Lackfi János (Magam; Kézirat)
- 1993: Szakács Eszter (Halak kertje; Stádium)
- 1994: nem adták át
- 1995: Oravecz Péter (Mindenség-kalitka; Stádium), Szentmártoni János (Útszéles magány; Stádium)
- 1996: Babarczy Eszter (A ház, a kert, az utca; JAK), Grecsó Krisztián (Vízjelek a honvágyról; Tevan)
- 1997: Nagy Cili (Apollónsziluett; Stádium), Zsávolya Zoltán (A duplum sötétje; Stádium)
- 1998: Kulicz Gábor (Levelek az Olümposzra; Seneca), Rózsássy Barbara (A suttogással telt szoba; Stádium)
- 1999: nem adták át
- 2000: Győrffy Ákos (A Csóványos északi oldala; Accordia Kiadó), Király Levente (A legkisebb; JAK)
- 2001: nem adták át
- 2002: Váradi Péter (A liliom paradigma; JAK)
- 2003: nem adták át
- 2004: Falusi Márton (Hazáig látni; Stádium), Follinus Anna (Nélkülem élek; Stádium)
- 2005: Szlukovényi Katalin (Kísérleti nyúlorr; Alexandra), Weiner Sennyey Tibor (A természettel való kapcsolat újragondolása; TiszaPress)
- 2006: Lanczkor Gábor (A tiszta ész; JAK), Mestyán Ádám (A magyar helyesírás szabályai; L'Harmattan)[3]
- 2007: nem adták át
- 2008: nem adták át
- 2009: nem adták át
- 2010: nem adták át
- 2011: Kele Fodor Ákos (Textolátria; JAK)[4]
- 2012: Izsó Zita (Tengerlakó; FISZ)
- 2014: Áfra János (Glaukóma; JAK)[5]
- 2016: Korpa Tamás
- 2018: Dezső Kata[6]
- 2019: Kántás Balázs, Marcsák Gergely
- 2020: Bék Timur[7]
- 2021
- 2022: Regős Mátyás költő, író a Pázmány Péter Katolikus Egyetem Bölcsészet- és Társadalomtudományi Kar Irodalomtudományi Doktori Iskola hallgatója.[8]
- 2023
- 2024: Gál János író, Az eltűnt hírnév nyomában című verseskötete elismeréseként.[9]

## A díjat visszaadók
Follinus Anna költő, a Gérecz Attila-díj egyik 2004-es díjazottja 2017-ben azzal lépett a nyilvánosság elé, hogy a díjat alapító Kárpáti Kamil és felesége, Lőkös Margit őt pályakezdő szerzőként mindketten szexuálisan zaklatták, visszaélve fiatalságával és törékeny lelkialkatával. A díjat alapító Kárpáti Kamil Szentmártoni János, az írószövetség elnöke, korábbi díjazott szerint „sokszor élt azokkal a lélektani eszközökkel, amelyekkel egykori fogva tartói vagy kihallgató tisztjei, hogy befolyása alatt tartsa a kamasz tehetségeket.” Ezért néhány kitüntetett, maga Follinus Anna, illetve vele való szolidaritásképpen Grecsó Krisztián, Király Levente, Győrffy Ákos, Nagy Cili és Oravecz Péter etikai okokra hivatkozva visszaadta a díjat. Több díjazott azonban a kitüntetést továbbra is a legfontosabb, kifejezetten fiatal irodalmi szerzőknek adható elismerésnek tartja, és nagyon szeretnék, ha a szerzők évek múlva is büszkék lehetnének arra, hogy a Gérecz Attila nevét viselő díjban részesülnek, már csak azért is, mert az eredetileg magánalapítású szakmai elismerés 2002 óta állami művészeti középdíj, ettől az időponttól kezdve pedig az odaítélésbe az alapítónak sem formális, sem informális beleszólása nincs.  
A Gérecz Attila-díjasok egy része együttérzéséről és támogatásáról olyan módon kívánta biztosítani Follinus Annát, hogy visszaadta a díját, amelyet még Kárpáti Kamiltól és a hozzá kötődő Stádium Alapítványtól kapott. Mi azonban szeretnénk hangsúlyozni azt is, hogy az 1956-ban hősi halált halt jelentős fiatal költő nevét viselő díj régóta nem kötődik Kárpáti Kamilhoz és a Stádiumhoz, adományozását 2003 óta a minisztérium vette át, jelenleg az írószervezetek egy-egy képviselője határoz az odaítéléséről
Nem térek magamhoz. Kárpáti Kamil sokunk mestere volt, sokat tanultunk tőle, és ezután is jelentős költőnek fogom őt tartani, de ha mindaz igaz, amit Anna állít, az megbocsáthatatlan.
- 2017: 
  - Follinus Anna
  - Grecsó Krisztián
  - Király Levente
  - Nagy Cili
  - Győrffy Ákos[14]
  - Oravecz Péter[15]